# 馬南扎里區
馬南扎里區，是馬達加斯加的行政區，位於該國東部，由法土法韋-非圖韋那尼區負責管轄，首府設於馬南扎里，面積5,245平方公里，2011年人口300,300，人口密度每平方公里57人。